# Ђеновска тврђава, Судак
Ђеновска тврђава  је тврђава у граду Судаку (Крим , Украјина ), коју су подигли Ђеновљани од 1371. до 1460. године. Тврђава се налази на древном коралном гребену, који је конусна планина (Киз-Кулле-Бурун, или Крипосна), у близини Судатског залива Црног мора. Површина тврђаве је скоро 30 хектара.

## Историјат
Прва утврђења на мјесту средњовјековне Сугдеје (увала у близини села Ујутне) подигли су Римљани у првој трећини 15. вијека. То су била два моћна локална утврђења — четвртасте куле-„бургови“ — која су доминирала акваторијом залива и такође контролисала бродску луку; насеље викус, и дио обале испод планине Геневез-Каја. Од назива главног града (латински језик – „Suggestu“) потиче и назив средњовековне Сугдеје, а касније и савременог града Судака..
Средином 7. вијека Сугде су заузели Хазари, а опет Византинци у 10.-12. вијеку. У 13. вијеку Сугдеа постаје центар млетачке колоније, али су Ђеновљани постепено потиснули своје ривале са Крима. 1365 заузели су Солдају (ђеновљански назив за смуђа), а затим и цијелу јужна обала. Већина зграда Судачке тврђаве које су преживјеле до данас припадају ђеновском периоду, па се зато и зове "Ђеновска".
Године 1475. трупе османског султана искрцале су се на обалу у близини тврђаве. Схватили су да је тврђава неосвојива, па су се одлучили за превару. Уз помоћ катапулта, лешеви, прерушени у умрле од куге, бацани су преко зидина тврђаве. Нико се није усудио да их очисти, почела је паника у граду. Конзул са најамничком војском је побјегао морем, а становници тврђаве одлучили су да се предају на милост и немилост освајача и отворили капије. Истог дана поклано је цјелокупно становништво града-тврђаве. Након пада Судачке тврђаве и Крим је постао дио Османског царства и њима је управљао османски гувернер султана.
Послије заузимања Крима од стране Руске империје, овде је смјештен Кирилов пук, а по налогу Григорија Потемкина подигнуте су 2 касарне (7, 27), чије су рушевине сачуване. Испред једног су била 2 топа од ливеног гвожђа, које су руске трупе напустиле као бескорисна.
Тврђава је стајала вијековима. Био је нерањив за природне елементе, јер је камење зграда било причвршћено посебним раствором који је имао еластичност, тако да се његови зидови нису плашили земљотреса. Људи су га уништили, развукли као грађевински материјал за своје зграде.
Шездесетих година прошлог вијека покушано је да се тврђави врати првобитни изглед. Много посла је урађено, али није завршено. Временом се срушио један од зидова који су изградили совјетски градитељи.

## Опис околине Ђеновске тврђаве, друге атракције Судака
Град је имао стамбене зграде, магацине, храмове, механе и службене установе. Унутар саме тврђаве сачувано је неколико објеката из различитих историјских периода. Ово је правоугаона цистерна (5) и кружни базен (13) — подземно складиште воде, складиште намирница (6), храм са аркадом (14):
- правоугаона цистерна је зграда за складиштење воде у случају суше или опсаде. Капацитет 185 м³. Вода се до цистерне доводила кроз аквадукте (керамичке цеви) са извора на падинама планине Перчем 3 км северно од тврђаве. Саграђена је 1375. године под ђеновским конзулом Лодизиом ди Монталдом. Зидови цистерне су постављени на темељу изграђеном током хазарског периода у 9. вијеку;
- у источном дијелу тврђаве налази се џамија Падишах Џами. Вјероватно су га саградили Турци Селџуци 20-их година 13. вијека. Затим је претворена у православну цркву, а потом од Ђеновљана у католичку цркву. Након освајања Судака од стране Османлија, поново је претворена у џамију. После заузимања Крима од стране Русије, овде су се сукцесивно налазиле православна војска и Јерменска католичка црква, као и Њемачка црква. Сада постоји историјски и археолошки музеј.

- Остава за храну
- Правоугаона цистерна
- Цамија Падишах Џами

## Значај и статус
Ђеновска тврђава у Судаку, на Криму има велики значај. Она има статус баштине и уписана је у Државни регистар непокретних споменика Украјине, Објекат прелиминарне листе свјетске баштине Унеска и објекат културног наслеђа Руске Федерације федералног значаја.

## Галерија
- Конзулов замак
- Осматрачница
- Рушевине полукружног торња
- Угаона кула
- Ђорђев торањ
- Водена цистерна
- Џамија Ками Падиша
- Црква Дванаест Апостола
- Остаци цркве
- Остаци руских барака
- Хералдика
- Панорама Ђеновске тврђаве